# Johannes von Guenther
Johannes Ferdinand von Guenther (* 14. Märzjul. / 26. März 1886greg. in Mitau, Kurland, Russisches Kaiserreich; † 28. Mai 1973 in Kochel; auch Johannes von Günther, Hans von Günther oder Johannes Günther) war ein deutscher Übersetzer, Verleger und Schriftsteller.

## Leben
Johannes von Guenther wurde in Mitau als Sohn des örtlichen Gefängnisdirektors geboren. Von 1888 bis 1893 lebte die Familie in Windau, wo der Vater als kaiserlich-russischer Polizeichef amtierte, und kehrte anschließend nach Mitau zurück. Schon als Schüler verfasste Johannes kleine Dramen und Gedichte, die er in lokalen Zeitungen abdrucken ließ. Als Deutschbalte mehrsprachig aufgewachsen, beschäftigte er sich seit seiner Jugend mit moderner Dichtung, vor allem (aber nicht ausschließlich) des Symbolismus. Er verkehrte brieflich mit bekannten deutschen und russischen Lyrikern seiner Zeit, von denen er einige später persönlich kennen lernte, darunter Alexander Blok, mit dem er befreundet gewesen sein soll. Seit der Kindheit befreundet war er mit dem ebenfalls aus Kurland stammenden Maler und Schriftsteller Herbert von Hoerner, der mit ihm das russische Gymnasium in Mitau besuchte. Nach seinem Abitur bereiste Guenther Deutschland, verbrachte die Jahre 1904 und 1905 in Dresden und München, wo sein zwei Jahre älterer Schulfreund an der Kunstakademie studierte, und bewegte sich in Kreisen der Münchener Bohème. Aufgrund der politischen Ereignisse kehrte Guenther während der Revolution von 1905 ins Baltikum zurück. In Mitau erschien 1906 sein entstandenes Versbändchen Schatten und Helle, das mit Illustrationen von Hoerners versehen war. 1906 unternahm er seine erste Reise nach Sankt Petersburg, wo er nach eigener Einschätzung erst wirklich Russisch lernte. Dort war Guenther von 1909 bis 1913 deutscher Redakteur der Zeitschrift Apollon und für die Berichterstattung über die deutsche Gegenwartsliteratur zuständig. 1910 veröffentlichte er ein Buch in russischer Sprache über Stefan George, dem er zu dieser Zeit verfallen war. Er reiste unter anderem nach Moskau und nach London, konvertierte 1913 in Riga zum katholischen Glauben und heiratete im Juni 1914 in Graz die Engländerin Elsie Wood. Bei Ausbruch des Ersten Weltkriegs hielt er sich in Deutschland auf und konnte als Angehöriger der deutschsprachigen Minderheit nicht nach Russland zurückkehren. Er lebte in München, Leipzig und Berlin, wo er als Übersetzer, Dramatiker, Lyriker und Erzähler tätig war. Seinen Einstieg in die deutsche Verlags- und Autorenlandschaft verdankte er, wie er in seinen Erinnerungen ausführt, Karl Gustav Vollmoeller: 

„Vollmoeller, der eine elegante Wohnung am Pariser Platz hatte … war damals Anfang dreißig, ein Europäer … ein reicher Mann, der sich alles leisten konnte … Für mich hatte er etwas Faszinierendes … Er verstand viel von Dichtung, war von einer immensen Bildung und mir in jeder Hinsicht überlegen … Vollmoeller war nämlich nicht nur Dichter … vor allem aber gehörte er zu dem engsten Kreis um Max Reinhardt … Er imponierte mir maßlos … Vollmoeller hatte einen Kreis sehr interessanter Menschen um sich. Dazu gehörte vor allem Rudolf G. Binding … Fritz von Unruh.“

 Vollmoeller brachte von Guenther mit den Verlegern Alfred Walter Heymel, Anton Kippenberg, Georg Müller sowie mit Max Reinhardt, Richard Dehmel, Stefan George, Ernst Hardt, Hugo von Hofmannsthal, Melchior Lechter, Rainer Maria Rilke, Arthur Schnitzler sowie Karl Wolfskehl zusammen. In München leitete Günther seit 1916 den Verlag des 1917 gefallenen Verlagsgründers Georg Müller, den späteren Langen Müller Verlag, und gründete 1919 seinen eigenen Musarion-Verlag. 1919 übertrug Vollmoeller seine Autorenrechte vom Insel und S. Fischer Verlag auf den von Guenther geleiteten Georg Müller Verlag. Von 1922 bis 1924 war von Guenther zusammen mit Alexander Eliasberg Herausgeber des Drei-Masken-Verlages, von 1923 bis 1927 lebte er in Bichl bei Bad Tölz und war von 1927 bis 1929 Verlagsdirektor bei Grethlein & Co. in Leipzig. Ab 1930 arbeitete er als Verleger in Berlin und blieb dort ab 1934 als freier Schriftsteller tätig. Nach der „Machtergreifung“ der Nationalsozialisten unterschrieb Guenther im Oktober 1933 zusammen mit weiteren 87 Schriftstellern das Gelöbnis treuester Gefolgschaft für Adolf Hitler.
Seine Hauptaufgabe sah Guenther darin, der deutschen Leserschaft möglichst alle Sparten der russischen Literatur des 19. Jahrhunderts zugänglich zu machen. Er übersetzte die Werke von Dostojewski, Gogol, Lermontow, Lesskow, Puschkin, Tolstoi, Turgenew und Tschechow, die Dramen Ostrowskis und mehr als 3000 russische Gedichte mit rund 60.000 Versen, wobei besonders seine Gedichtübertragungen gelobt wurden. Das übersetzerische Lebenswerk regte ihn auch zu eigenen literarischen Produktionen an.
1939 erschien der historisch-biografische Roman Rasputin, Guenthers erfolgreichstes eigenes Werk, in dem er „Die zwei Gesichter Rußlands“ anhand der Gestalt des Grigori Jefimowitsch Rasputin darzustellen versucht, der ebenso wie die Mitglieder der Zarenfamilie positiv charakterisiert wird, während die russischen Revolutionäre als wenig ernstzunehmende Hitzköpfe und Unzufriedene erscheinen. Eine Hörfassung des Buches mit Guido Wieland als Sprecher wurde 1960 beim Schweizer Walter Verlag in Olten produziert. Guenther setzte sein Schaffen nach 1945 im kommunistisch beherrschten Ostteil Deutschlands ungebrochen fort und blieb in beiden Teilen des Landes anerkannt. Sein Drama Der Kreidekreis wurde im Januar 1943 am Staatstheater Berlin und im April 1956 am Staatstheater Braunschweig inszeniert. Von 1940 bis 1953 lebte er in Kochel in Oberbayern, dann in Seeshaupt am Starnberger See. Seine Übersetzungen aus dem Russischen publizierte er von 1948 bis 1956 beim Berliner Aufbau-Verlag. 1969 veröffentlichte er seine Erinnerungen unter dem Titel Ein Leben im Ostwind. Zwischen Petersburg und München.
Seine Privatbibliothek befindet sich im Bestand der Universitätsbibliothek Tübingen.

## Bedeutung als Übersetzer russischer Literatur
Rolf-Dieter Kluge zufolge war von Guenther der wohl produktivste russisch-deutsche Literaturübersetzer des 20. Jahrhunderts. Zahlreiche seiner Übersetzungen erschienen im Reclam-Verlag und im Diogenes-Verlag und fanden weite Verbreitung. Allerdings war sein für ein breites Lesepublikum bestimmtes und ausdrücklich nicht wissenschaftlich reflektiertes Übersetzungswerk nicht unumstritten. So hielt Roman Braun, der langjährige Literaturkritiker der ZEIT für russische Literatur, die Tschechow-Werkausgabe von Guenthers nicht nur wegen des kommentarlos weggefallenen Frühwerks und der stattdessen hinzugefügten enthusiastischen, aber wenig aussagekräftigen und teils schwulstigen und klischeebehafteten Einführungstexte aus Guenthers eigener Feder für unbefriedigend. Neben dem gänzlichen Fehlen von Basisinformationen zum Leben und Werk des Autors kritisierte er die sperrige, mitunter hölzern und gestelzt wirkende und dem Sprachfluss des russischen Original oftmals nicht gerecht werdende Sprache Guenthers, die insbesondere die Sprechtextpassagen der Dramen bestimmt. „Die meisten anderen Tschechow-Übersetzer handhaben das Deutsch gewandter als Johannes von Guenther.“ Auch die stilisierend-emotionale Herangehensweise an die Texte, die grundlegende fachwissenschaftliche Einsichten ignoriert, hielt Braun für bedenklich. Auch Beata Hammerschmid und Martina Riemekasten bescheinigen von Guenther eine explizierende und nicht selten stark expandierende, den Ausgangstext im Bemühen um grammatische Vollständigkeit und sprachliche Überkorrektheit teils auf das Doppelte aufblähende Übersetzungsweise. Beide Kritiken zeigen im Vergleich mit zeitgenössischen Übertragungen anderer Übersetzer wie Richard Hoffmann oder des Slawisten Wolfgang Kasack, dass Johannes von Guenther in seinen Übersetzungen eher als russischer denn als deutscher Muttersprachler erkennbar wird, der die Feinheiten des russischen Ausgangstextes teils genauer erkennt als muttersprachliche deutsche Übersetzer, sie aber zielsprachlich nicht immer adäquat zu übertragen vermag und sich daher bisweilen in erläuternden Zusätzen verliert.

## Schriften (Auswahl)
Johannes von Guenthers Werk umfasst neben seinen Klassikerübersetzungen 5 Lyrikbände, 17 Dramen und Lustspiele und 3 Romane, ferner populäre Einführungs- und Sammelwerke sowie seine Lebenserinnerungen.
Eigene Werke
- König Midas (1895).
- Der Tannhäuser, ein Trauerspiel. Selbstverlag, Graz 1914
- Martinian sucht den Teufel. München 1916
- Fahrt nach Thule. München 1916
- Rasputin. Berlin 1939; Nachkriegsausgaben bei Keyser in Heidelberg (1948), Walter in Olten (1956) und Donauland in Wien (um 1960)
- Der Kreidekreis. Potsdam 1942; Nachkriegsausgaben in Reclams Universal-Bibliothek (1953 und 1966)
- Alexander Block. Der Versuch einer Darstellung. Willi Weismann Verlag, München 1948
- Die Literatur Russlands. In: Die Großen der Kunst, Literatur und Musik: Russland. Union Verlag, Stuttgart 1964
- Von Rußland will ich erzählen. Der dramatische Lebenslauf der russischen Literatur. Südwest Verlag, München 1968
- Ein Leben im Ostwind. Zwischen Petersburg und München. Biederstein Verlag, München 1969

Als Bearbeiter und Herausgeber
- Neuer russischer Parnass. Eine lyrische Anthologie. Ausgewählt, eingeleitet und übertragen von Johannes von Guenther. Titel zeichnete Emil Preetorius, Oesterheld & Co., Berlin 1912 (Neuausgabe in Guenthers eigenem Musarion-Verlag, München 1921)
- als Hrsg. und Übers.: Russische Gespenstergeschichten. Fischer Taschenbuch Verlag, Frankfurt am Main 1961 (12. Auflage 1975), ISBN 3-436-00434-0.
- Don Gil von den grünen Hosen. Freie Nachdichtung von Johannes von Guenther. München 1918; letzte Hand: Potsdam 1943; Nachkriegsausgabe bei Reclam in Stuttgart (1966)
- Neue russische Lyrik. Mit einer Einleitung von Juri Nikolajewitsch Semjonow, S. Fischer Verlag, Frankfurt/M. 1960
- Unsterbliches Saitenspiel – Die schönsten Gedichte. Ullstein Verlag, Frankfurt/M. 1962
- Das Decameron. Nach der Übertragung von August Gottlieb Meißner bearbeitet von Johannes von Guenther. P.P. Kelen Verlagsgesellschaft, Gütersloh 1966